# Bretton Woods-systemet
Bretton Woods-systemet var et internationalt monetært samarbejde, hvis kerne var fastkurspolitik. Systemet blev udviklet i juli 1944 og har sit navn efter byen Bretton Woods i New Hampshire, USA, hvori aftalen om samarbejdet blev indgået mellem 44 repræsentanter fra de allierede under 2. verdenskrig. Hovedformålet med etableringen af samarbejdet var at undgå en gentagelse af 1930'ernes finansielle krise og mellemkrigstidens voldsomt svingende valutakurser ved at sikre en vis politisk regulering af såvel valutakurser som internationale kapitalbevægelser. Det var desuden hensigten at undgå nye internationale konflikter og i yderste konsekvens krig.
Konkret blev der udarbejdet et system af regler, institutioner og procedurer til at regulere det internationale monetære system. Således etablerede man Den Internationale Valutafond og Den Internationale Bank for Genopbygning og Udvikling, der i dag er en del af Verdensbanken. Organisationerne blev etableret i 1945, efter at landene havde ratificeret aftalen. Systemet forpligtede landene til at føre en pengepolitik, der sikrede en vekslingskurs for landets valuta indenfor en bestemt værdi plus/minus 1 procent i forhold til værdien af guld.
Bretton Woods-systemet kom under pres i slutningen af 1960'erne og kollapsede definitivt i 1971, da USA suspenderede den faste vekslingskurs mellem dollaren og guldet. Siden 1968 havde USA ladet dollarkursen flyde frit. USA's suspension af den faste vekslingskurs mellem dollaren og guldet medførte stress på de finansielle markeder og skabte en unik situation - at dollaren blev reservevaluta for de lande, der havde underskrevet aftalen. Siden 1973 har de førende valutaer i verden været frit flydende.
Afslutningen på Bretton Woods-systemet blev officielt bekræftet ved de såkaldte Jamaica-aftaler i 1976, hvormed dollaren og andre væsentlige valutaer fremover blev flydende i forhold til guldprisen.